# Darkspore
A Darkspore a Maxis által 2011-ben kiadott új generációs, akció-RPG játéka. Az EA Games 2011. április 26-án jelentette meg az Amerikai Egyesült Államokban, majd 2011. április 28-án Európában is. A játék nem jelent meg magyar nyelven. Sokan a Spore játéksorozat egyik folytatásának tekintik, mivel sok közös vonása van a két játéknak.
A játék egy sci-fi világban játszódik, a játékos célja, hogy a saját maga szerkesztette hősök 3-3 fős csapataival megmentse a fertőzött bolygókat a kipusztulástól. A játék során lényeket kell legyőzni, amik új testrészeket, és tapasztalati pontokat (EXP-t) adnak. Ha elég pontot szerzünk, és szintet lépünk, akkor egy új hőst kaphatunk.  A Darkspore játszató egyjátékos módban, de lehetőség van a maximum 4 fős csapatjátékra és a PvP ("játékos a játékos ellen") módra is, ez utóbbival 2-en vagy 4-en lehet játszani egyszerre. A játékosok számától függetlenül állandó internetkapcsolat szükséges a játékhoz, valamint egy EA Games felhasználói fiók.

## Fordítás
- Ez a szócikk részben vagy egészben  a   Darkspore című angol Wikipédia-szócikk ezen változatának fordításán alapul.  Az eredeti cikk szerkesztőit annak laptörténete sorolja fel. Ez a jelzés csupán a megfogalmazás eredetét és a szerzői jogokat jelzi, nem szolgál a cikkben szereplő információk forrásmegjelöléseként.